# Samuel Dumoulin
Samuel Dumoulin (født 20. august 1980) er en fransk tidligere professionel cykelrytter. Samuel Dumoulin startede som professionel i 2002. 
Han største sejr er en etapesejr i Tour de France 2008